# Unterer Leberberg

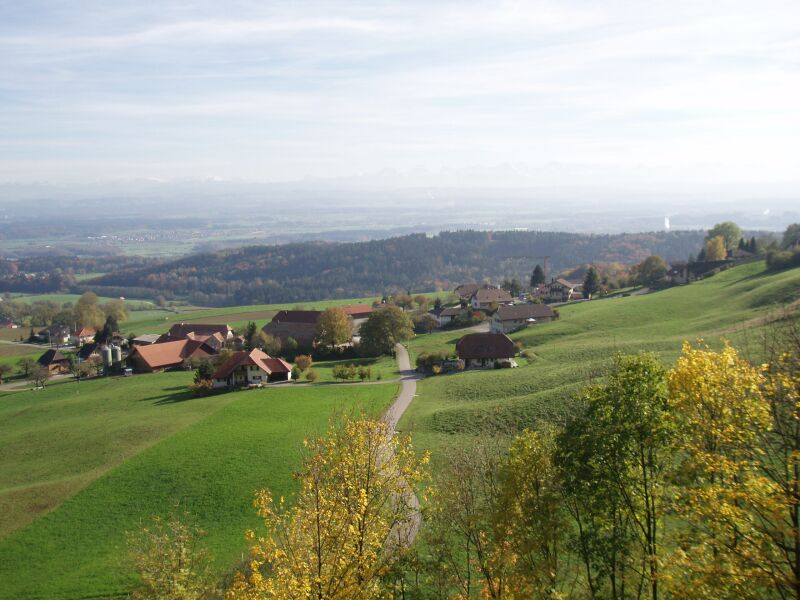
Von Balm bei Günsberg nach Süden blickend

Der Untere Leberberg (auch Unterleberberg) ist eine Region im solothurnischen Bezirk Lebern, Schweiz.

## Lage und Geographie

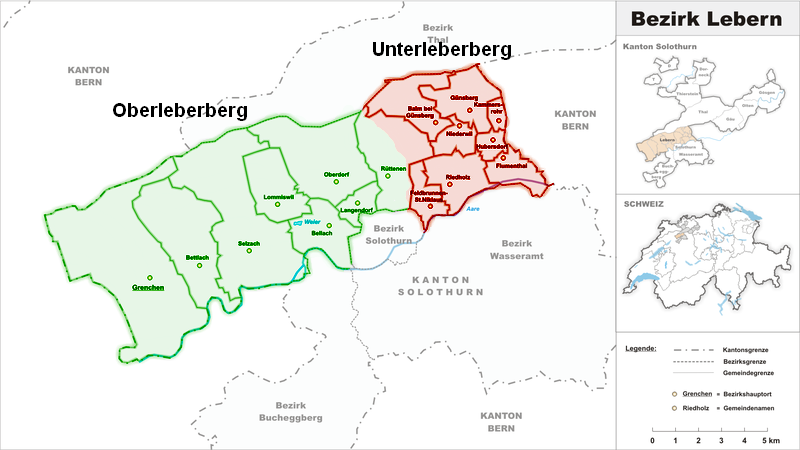
Übersicht des Bezirks Lebern, in Rot dargestellt der Unterleberberg, in Grün der Oberleberberg

Die Region Unterer Leberberg grenzt im Westen an die Region Oberer Leberberg und an die Stadt Solothurn, im Süden grenzt sie an den Bezirk Wasseramt, im Norden an den Bezirk Thal und im Osten an das bernische Attiswil. Sie umfasst die Gemeinden Balm bei Günsberg, Günsberg, Kammersrohr, Niederwil, den Ostteil der Gemeinde Rüttenen, Riedholz, Hubersdorf und Flumenthal. Durch die Region fliesst die Siggern, welche auf dem Balmberg entspringt. Der Balmberg und die Röti liegen auch auf dem Gebiet des Unterleberbergs (eigtl. von Balm bei Günsberg).
Die Dörfer Günsberg und Kammersrohr liegen auf den Hängen des Juragebirges, sie werden von je einen Bach durchflossen, welche nach Süden in die grössere Siggern fliessen. Das weiter unten gelegene Niederwil und das noch mehr unten gelegene Hubersdorf werden dagegen von der Siggern durchflossen und liegen somit im kleinen Tal des Baches. Nach den zwei Dörfern bildet der Bach dann die Grenze zwischen der Region und dem Kanton Bern, ehe sie neben Flumenthal in die Aare fliesst. Das Dorf Balm bei Günsberg liegt gerade unterhalb der Quelle der Siggern und des Balmfluhchöpflis auf einer Höhe von 670 m ü. M. und ist somit das höchstgelegene Dorf der Region. Das bevölkerungsmässig grösste Dorf der Region, Riedholz, liegt unterhalb der Verenakette, einer der Weissensteinkette vorgelagerten kleinen Antiklinalen, auf einer Terrasse, nördlich der Aare. Die Verenakette trennt auch das Dorf von den oberen Dörfer (Niederwil und Balm bei Günsberg) und der Siggern, welche eigentlich kein Einzugsgebiet im Wesentlichen Siedlungskern hat. Weiter östlich von Riedholz befindet sich die Siedlung Hinteres Riedholz, welche noch zu Riedholz gehört. Sie ist eine Siedlung zwischen den Dörfern Riedholz, Hubersdorf und Flumenthal, und liegt unterhalb des Scharlenwaldes im Osten, wo schon das Gebiet der Gemeinde Flumenthal beginnt. Südlich von Riedholz, an der Aare gelegen, befindet sich die Industriesiedlung Bad Attisholz oder Attisholz. Wenn man die Aare dann überquert ist man auf Luterbacher Gemeindegebiet. Im Südosten der Region befindet sich das 1000-Seelen-Dorf Flumenthal, welche sich unterhalb des Scheidwegenwaldes und von Hubersdorf auf einer Schotterterrasse und in der Niederung der Aare befindet. Die Gemeinde hat seine letzten Grenzen im Südosten erst auf der A1, wo sie auch einen kleinen Teil des Therapiezentrums Schachen (Deitingen) einnimmt. Verkehrstechnisch ist dieses Gebiet hinter der Aare mit Flumenthal direkt nicht verbunden. Feldbrunnen-St. Niklaus besteht aus zwei Ortsteilen Feldbrunnen, welches auf der Schotterterrasse der Aare und westlich von Attisholz liegt und St. Niklaus, welches unterhalb der Verenakette liegt, St. Niklaus ist mit der Stadt Solothurn durch rege Wohnbautätigkeit schon zusammengewachsen. Das Gebiet nimmt insgesamt eine Fläche von ca. 29 km2 ein.

## Verkehr
Die Region ist verkehrstechnisch gut erschlossen. Die Hauptstrasse H5, welche aus Solothurn kommt, führt unterhalb von Riedholz und oberhalb von Flumenthal vorbei, und ins bernische Attiswil weiter, wo sie bei Wiedlisbach zur A1 abzweigt oder weiter Richtung Olten führt. Ein Abzweig der Strecke Riedholz-Flumenthal davon führt nach Hubersdorf, Günsberg und Niederwil. Von Hubersdorf und Günsberg kann man Kammersrohr auch mit dem Auto erreichen. Balm bei Günsberg ist mit drei Strassen verbunden, eine von Günsberg, eine andere von Niederwil und eine letzte von Rüttenen. Von Balm bei Günsberg führt die Alte Balmbergstrasse auf den Balmberg. Seit 1999 gibt es die Neue Balmbergstrasse, welche von Günsberg herführt. Am Balmberg angelangt führt die Strasse weiter nach Welschenrohr durch den Balmbergpass. Von den Dörfern Riedholz und Flumenthal gibt es Hauptstrassen nach St. Niklaus bzw. Luterbach. Ein Teilstück der Autobahn A1 führt durch das Gemeindegebiet von Flumenthal, einen direkten Anschluss gibt es aber nicht. Die Busgesellschaft Postauto betreibt im Unterleberberg rund 15 Busstationen, welche von Solothurn aus täglich bedient werden. Einzig die Gemeinde Flumenthal besitzt keine Busstation auf Gemeindeboden. Dafür ist sie mit der Solothurn-Niederbipp-Bahn verbunden, welche von Riedholz kommt und ab der Dorfstation nach Attiswil weiterläuft.

## Gemeinden
- Flumenthal
- Riedholz
- Hubersdorf
- Kammersrohr
- Günsberg
- Balm bei Günsberg
- Feldbrunnen-St. Niklaus

Ferner zählt der Ostteil der Gemeinde Rüttenen zum Unteren Leberberg. Die Gemeinde Niederwil ist seit dem 1. Januar 2011 Teil der Gemeinde Riedholz.

## Schulen
Die Dörfer der Region haben im Bereich der Bildung gute Beziehungen zueinander. So gehen alle Schüler der Sekundarstufe I (7. bis 9. Klasse) in die Kreisschule Unterleberberg in Hubersdorf. Die Schule bietet jeweils eine Klasse der Schulformen Oberschule, Sekundarschule und Bezirksschule.
Günsberg, Flumenthal, Hubersdorf und Riedholz besitzen jeweils eine Primarschule und einen Kindergarten. Die Schüler von Niederwil gehen nach Hubersdorf in die Schule. Die Schüler von Balm bei Günsberg und Kammersrohr gehen nach Günsberg in die Schule.

## Bevölkerung
Der Unterleberberg hat insgesamt 5.983 Einwohner (mit Feldbrunnen-St. Niklaus).
1. Riedholz mit 1.667 Einwohnern
2. Günsberg mit 1.143 Einwohnern
3. Flumenthal mit 995 Einwohnern
4. Feldbrunnen-St. Niklaus mit 898 Einwohnern
5. Hubersdorf mit 669 Einwohnern
6. Niederwil mit 378 Einwohnern
7. Balm bei Günsberg mit 196 Einwohnern
8. Kammersrohr mit 37 Einwohnern